# Мансі (Іллінойс)
Мансі (англ. Muncie) — селище (англ. village) в США, в окрузі Вермільйон штату Іллінойс. Населення — 157 осіб (2020).

## Географія
Мансі розташоване за координатами 40°6′58″ пн. ш. 87°50′35″ зх. д. / 40.11611° пн. ш. 87.84306° зх. д. (40.116053, -87.842964).  За даними Бюро перепису населення США в 2010 році селище мало площу 0,46 км², уся площа — суходіл.

## Демографія
Згідно з переписом 2010 року, у селищі мешкало 146 осіб у 63 домогосподарствах у складі 39 родин. Густота населення становила 315 осіб/км².  Було 70 помешкань (151/км²).
Расовий склад населення:
| - 97,9 % — білих |

До двох чи більше рас належало 2,1 %. Частка іспаномовних становила 1,4 % від усіх жителів.
За віковим діапазоном населення розподілялося таким чином: 24,7 % — особи молодші 18 років, 61,6 % — особи у віці 18—64 років, 13,7 % — особи у віці 65 років та старші. Медіана віку мешканця становила 44,8 року. На 100 осіб жіночої статі у селищі припадало 111,6 чоловіків;  на 100 жінок у віці від 18 років та старших — 100,0 чоловіків також старших 18 років.
Середній дохід на одне домашнє господарство  становив 46 017 доларів США (медіана — 40 833), а середній дохід на одну сім'ю — 59 209 доларів (медіана — 54 750). За межею бідності перебувало 11,4 % осіб, у тому числі 6,7 % дітей у віці до 18 років та 31,3 % осіб у віці 65 років та старших.
Цивільне працевлаштоване населення становило 95 осіб. Основні галузі зайнятості: освіта, охорона здоров'я та соціальна допомога — 31,6 %, будівництво — 20,0 %, сільське господарство, лісництво, риболовля — 10,5 %, роздрібна торгівля — 9,5 %.